# Bílé Podolí
Bílé Podolí település Csehországban, a Kutná Hora-i járásban. Bílé Podolí Horka I, Semtěš, Starkoč, Podhořany u Ronova, Lipovec, Litošice, Vinaře, Brambory, Žehušice, Vlačice és Vrdy településekkel határos. Lakosainak száma 598 fő (2024. január 1.).

## Népesség
A település lakosságának változását az alábbi diagram mutatja:
| Lakosok száma | 1606 | 1723 | 1625 | 1044 | 728  | 612  | 613  | 623  | 569  | 598  |
|               | 1869 | 1900 | 1921 | 1961 | 1980 | 2011 | 2016 | 2019 | 2021 | 2024 |